# Grzegorz Gajdus
Grzegorz Gajdus (Skórcz, 16 januari 1967) is een voormalige Poolse langeafstandsloper, die was gespecialiseerd in de marathon.

## Loopbaan
Gadjus vertegenwoordigde zijn land op de Olympische Spelen van 1996 in Atlanta, Verenigde Staten, waar hij 61e werd op de marathon. Zijn persoonlijk beste tijd op de marathon van 2:09.23, tevens een Pools nationaal record, realiseerde hij tijdens de marathon van Eindhoven in 2003. Hij werd vierde met die tijd.

## Titels
- Pools kampioen 5000 m - 1991
- Pools kampioen 10.000 m - 1992, 1994
- Pools kampioen 20 km - 1991

## Persoonlijke records
| Onderdeel      | Prestatie       | Datum             | Plaats       |
| -------------- | --------------- | ----------------- | ------------ |
| halve marathon | 1:02.24         | 26 september 1999 | Grevenmacher |
| marathon       | 2:09.23 (ex-NR) | 12 oktober 2003   | Eindhoven    |

## Palmares

### 5000 m
- 1991:  Pools kamp. in Sopot - 13.52,39

### 10.000 m
- 1991:  Pools kamp. in Kielce - 29.14,63
- 1992:  Pools kamp. in Warschau - 29.30,89
- 1994:  Pools kamp. in Pila - 29.06,84

### 10 km
- 1994:  Sylwester Race in Trzebnica - 30.57
- 1995:  Bieg Warcianski in Kolo - 28.41
- 1996:  Memoriał Bogusława Psujka in Olesnica - 28.53
- 1998:  Golub-Dobrzyñ - 28.57
- 1998:  Memoriał Bogusława Psujka in Olesnica - 28.44
- 1999:  Chojnice - 29.01
- 1999:  Memoriał Bogusława Psujka in Olesnica - 29.27
- 2001:  Szlakiem Obronców Wybrzeza in Gdansk - 30.06
- 2002: 5e Memoriał Bogusława Psujka in Olesnica - 29.42
- 2003:  Bieg Uliczny sw Jakuba in Lebork - 30.00
- 2003: 5e Boguslaw Psujek Memorial in Olesnica - 30.14
- 2005: 5e Saint Jakub Race in Lebork - 30.11
- 2006:  Bieg Uliczny sw Jakuba in Lebork - 30.14
- 2007:  Memoriał Bogusława Psujka in Olesnica - 31.19

### 15 km
- 1998:  Bukówiec Grn - 45.26
- 1999:  Pila - 45.20

### 20 km
- 1998:  Pszczewska Dwudziestka - 1:01.03
- 1998:  Szczecin - 1:00.55

### halve marathon
- 1992: 4e halve marathon van Pistoia - 1:05.13
- 1992:  halve marathon van Gdansk - 1:04.20
- 1993:  halve marathon van Gdansk - 1:04.20
- 1994: 5e halve marathon van Granollers - 1:04.57
- 1994: 4e City-Pier-City Loop - 1:02.39
- 1995: 5e halve marathon van Marrakech - 1:02.41
- 1995:  halve marathon van Ostia - 1:03.04
- 1996:  halve marathon van Las Vegas - 1:01.03
- 1998:  halve marathon van Brzeszcze - 1:03.03
- 1999:  halve marathon van Ferrara - 1:03.25
- 1999:  halve marathon van Brzeszcze - 1:04.13
- 1999: 5e Route du Vin - 1:02.24
- 2002:  halve marathon van Pila - 1:04.35
- 2003:  halve marathon van Pobiedziska - 1:08.28
- 2006: 4e halve marathon van Warschau - 1:05.32

### marathon
- 1992:  marathon van Capri - 2:12.36
- 1993:  Londen Marathon - 2:11.07
- 1993: 9e New York City Marathon - 2:15.34
- 1994: 5e Londen Marathon - 2:09.49
- 1994: 17e EK - 2:14.55
- 1995: 13e marathon van Kyong-Ju - 2:15.44
- 1995:  marathon van Venetië - 2:10.06
- 1996: 12e marathon van Otsu - 2:13.44
- 1996:  marathon van Eindhoven - 2:11.27
- 1996: 61e OS - 2:23.41
- 1997: 4e marathon van Eindhoven - 2:13.04
- 1998: 8e marathon van Parijs - 2:12.15
- 1998:  marathon van Wenen - 2:09.45
- 1998:  marathon van Eindhoven - 2:10.51
- 1999:  marathon van Otsu - 2:11.37
- 1999:  marathon van Zagreb - 2:16.40
- 1999: 30e marathon van Fukuoka - 2:18.35
- 2002:  marathon van Eindhoven - 2:10.49
- 2003: 4e marathon van Eindhoven - 2:09.23
- 2005:  marathon van Gdansk - 2:23.47
- 2005:  marathon van Warschau - 2:14.50
- 2006:  marathon van Gdansk - 2:19.40

### veldlopen
- 1986: 165e WK junioren - 28.21,7
- 1991:  Pools kamp. in Skarzysko Kamienna - 41.14
- 1992:  Pools kamp. in Kedzierzyn - 36.21
- 1998: 5e Pools kamp. in Miedzyzdroje - 36.17